# Milan Horvat
Milan Horvat (Pakrac, 28 luglio 1919 – Innsbruck, 1º gennaio 2014) è stato un direttore d'orchestra croato.

## Biografia
Egli è uno dei più noti direttori d'orchestra croati. Inizia la carriera di direttore nel 1946 alla guida dell'Orchestra Sinfonica della Radio di Zagabria che tenne fino al 1956 svolgendo una intensa attività concertistica in tutta Europa e negli Stati Uniti. Fu quindi direttore principale della National Symphony Orchestra of Ireland di Dublino per cinque anni.
Dal 1969 al 1975 è stato direttore principale della appena creata Vienna Radio Symphony Orchestra. Ha poi diretto diverse orchestre in tutta Europa e particolarmente a Berlino, Roma, Salisburgo e Lisbona.
Dal 1970 ha tenuto corsi estivi di perfezionamento all'Accademia di Salisburgo.
Nel corso della sua carriera ha registrato per diverse etichette discografiche quali Decca Records, Philips e Deutsche Grammophon.